# کوه‌نگین دم‌خاکستری
کوه‌نگین دم‌خاکستری (نام علمی: Lampornis cinereicauda)، گونه‌ای مرغ مگس در تبار کوه‌نگین‌تباران (Lampornithini) از زیرتیرهٔ مگس‌مرغیان (Trochilinae) و بوم‌زاد کاستاریکا است.